# Pyrgula sieversi
Pyrgula sieversi is een slakkensoort uit de familie van de Hydrobiidae. De wetenschappelijke naam van de soort is voor het eerst geldig gepubliceerd in 1888 door Clessin in W. Dybowski.